# 10 Dywizjon Rakiet Taktycznych
10 Dywizjon Artylerii, do 1963 – 10 Dywizjon Artylerii Rakietowej – samodzielny pododdział wojsk rakietowych i artylerii Wojska Polskiego; w latach 1963–1992 używano, zwłaszcza podczas ćwiczeń taktycznych i dowódczo-sztabowych, nazwy Dywizjon Rakiet Taktycznych.

## Formowanie i zmiany organizacyjne
10 dywizjon artylerii rakietowej
Na podstawie rozkazu organizacyjnego Ministra Obrony Narodowej nr 0045/Org. z 17 maja 1951, w terminie do 1 grudnia 1952, został sformowany od nowa 10 Dywizjon Artylerii Rakietowej (JW 2628) w Żarach. Wchodził w skład 11 Dywizji Zmechanizowanej. 2 października 1951 przybyły do Żar zalążki dywizjonu: 1 oficer, 4 podoficerów i 14 kanonierów. 15 października przybyło kolejnych 19 podoficerów (m.in. kpr. Roman Kuziański, Jerzy Nowakowski, Edmund Skupień, Stefan Stefaniak i Kazimierz Woźniak) oraz wcielono 48 poborowych. Dowództwo baterii objął ppor. Szymański, dowódcami plutonów zostali zaś ppor. Władysław Banasik i ppor. Andrzej Czystaw. W listopadzie przybył dowódca dywizjonu por. Kazimierz Brzozowski i szef uzbrojenia chor. Wojciech Wąsowicz. W 1963 11 Dywizja Zmechanizowana została przeformowana w 11 Dywizję Pancerną – dywizjon wszedł w jej skład.
10 dywizjon rakiet taktycznych
Jeszcze wiosną 1963 uruchomiono proces formowania dywizjonów rakiet taktycznych, które postanowiono włączyć w skład dywizji ogólnowojskowych.
Zarządzeniem organizacyjnym Szefa Sztabu Generalnego WP nr 059/Org. z 8 kwietnia 1963 10 Dywizjon Artylerii Rakietowej został do 31 grudnia 1963 przeformowany z etatu 5/208 na etat 4/243 (zestaw 2K6) z jednoczesnym przemianowaniem na 10 Dywizjon Artylerii (JW 2628). 
20 września 1964 o godz. 9:45 2 bateria por. Borkowskiego dokonała pierwszego startu bojowego rakiety 3R9 – ocena dobra. Zarządzeniem organizacyjnym Szefa Sztabu Generalnego nr 0110/Org. z 1 sierpnia 1967 dywizjon został przeformowany z etatu 4/243 na etat 4/281 (zestaw 9K52). 23 sierpnia 1968 o godz. 9:00 1 bateria kpt. Tadeusza Ligęzy dokonała startu rakiety 9M21Je – ocena bardzo dobra. W 1988 dywizjon został przeformowany według etatu 30/202 z dniem 1 maja 1988 (zestaw 9K52). Uchwałą Rady Państwa PRL z 1 lipca 1967 został mu nadany sztandar. Ostatni start bojowy został dokonany przez baterię mjr. Tadeusza Skowyry 26 czerwca 1992 – ocena bardzo dobra. Dywizjon został rozformowany zarządzeniem Szefa Sztabu Generalnego WP nr 070/Org. z 17 czerwca 1992 i Szefa Sztabu Śląskiego Okręgu Wojskowego nr 046/Org. z 28 lipca 1992 w terminie do 31 grudnia 1992. 18 grudnia 1992 odbyła się uroczysta zbiórka i pożegnanie sztandaru.

## Skład organizacyjny
1964 – zestaw 2K6
- dowództwo i sztab
- sekcja przygotowania nastaw
- pluton łączności
- 1 bateria startowa
  - pluton dowodzenia
    - drużyna rachunkowa
    - drużyna topogeodezyjna
    - drużyna meteorologiczna

  - zespół obsługi wyrzutni
- 2 bateria startowa
  - pluton dowodzenia
    - drużyna rachunkowa
    - drużyna topogeodezyjna
    - drużyna meteorologiczna

  - zespół obsługi wyrzutni
- 3 bateria startowa
  - pluton dowodzenia
    - drużyna rachunkowa
    - drużyna topogeodezyjna
    - drużyna meteorologiczna

  - zespół obsługi wyrzutni
- pluton obsługi technicznej
- pluton remontowy
- pluton zaopatrzenia

Razem w dywizjonie:
- 3 wyrzutnie 2P16
- 3 autotopografy GAZ-69TMG
- 3 karabiny-wiatromierze WR-2
- 3 naczepy transportowe 2U663 z ciągnikami ZIŁ-157W
- 3 żurawie samochodowe 8T210,
- radiostacja R-118

1968 – zestaw 9K52
- dowództwo i sztab
- bateria dowodzenia
  - drużyna rachunkowa
  - drużyna topogeodezyjna
  - pluton łączności
  - pluton meteorologiczny
- 1 bateria startowa
  - drużyna rachunkowa
  - drużyna topogeodezyjna
  - drużyna meteorologiczna
  - zespół obsługi wyrzutni
- 2 bateria startowa
  - drużyna rachunkowa
  - drużyna topogeodezyjna
  - drużyna meteorologiczna
  - zespół obsługi wyrzutni
- 3 bateria startowa
  - drużyna rachunkowa
  - drużyna topogeodezyjna
  - drużyna meteorologiczna
  - zespół obsługi wyrzutni
- pluton obsługi technicznej
- pluton remontowy
- pluton zaopatrzenia
- pluton medyczny

Razem w dywizjonie:
- 3 wyrzutnie 9P113
- 4 autotopografy GAZ-69TMG (zastąpione później przez UAZ-452T)
- 3 stacje radiolokacyjne sondowania wiatru RWZ-1 „Proba”
- 3 karabiny-wiatromierze WR-2
- 3 samochody transportowe 9T29
- żuraw samochodowy ŻSH-6M
- radiolokacyjna stacja meteorologiczna RMS-1
- radiostacja R-118
- radiostacja R-137

1988 – zestaw 9K52
- dowództwo i sztab
- bateria dowodzenia
  - drużyna rachunkowa
  - drużyna rozpoznania skażeń (czasu „W”)
  - pluton łączności
  - pluton meteorologiczny
- 1 bateria startowa
  - drużyna rachunkowa
  - drużyna autotopograficzna
  - drużyna meteorologiczna
  - 1 obsługa wyrzutni rakietowej
  - 2 obsługa wyrzutni rakietowej
- 2 bateria startowa
  - drużyna rachunkowa
  - drużyna autotopograficzna
  - drużyna meteorologiczna
  - 3 obsługa wyrzutni rakietowej
  - 4 obsługa wyrzutni rakietowej
- pluton przechowywania i elaboracji
- pluton remontowy
- pluton zaopatrzenia
- pluton medyczny

Razem w dywizjonie:
- 4 wyrzutnie 9P113
- 4 samochody transportowe 9T29
- radiolokacyjna stacja meteorologiczna RMS-1
- radiolokacyjna stacja sondowania wiatru RWZ-1
- 4 karabiny-wiatromierze WR-2
- 4 autotopografy UAZ-452T(2)
- 2 żurawie samochodowe ŻSH-6M
- 2 radiostacje R-137

## Dowódcy dywizjonu
- por./kpt. Kazimierz Brzozowski (15.11.1951–2.11.1954)
- mjr Roman Bobiarski (3.11.1954–29.12.1956)
- mjr Zdzisław Kazimierz Wójcik (30.12.1956–1.01.1959)
- mjr/ppłk Czesław Misztal (2.01.1959–31.03.1972)
- mjr/ppłk Marian Adamus (1.04.1972–9.08.1985)
- mjr/ppłk Józef Olczyk (10.08.1985–4.08.1991)
- mjr dypl. Paweł Frankiewicz (5.08.1991–31.12.1992)

## Obsada etatowa w 1977
Dowództwo dywizjonu
- dowódca dywizjonu – ppłk Marian Adamus
  - zastępca dowódcy ds. politycznych – por. Ryszard Foltyn
  - sekretarz Podstawowej Organizacji Partyjnej – chor. Mieczysław Długaszek
  - kierownik klubu żołnierskiego – sierż. Zygmunt Miłkowski

Sztab
- szef sztabu – zastępca dowódcy – mjr Kazimierz Sułkowski
  - pomocnik szefa sztabu ds. operacyjnych – ppor. inż. Zbigniew Moszumański
  - pomocnik szefa sztabu ds. rozpoznania – por. Wojciech Bartnik
  - szef łączności – por. Józef Grzesiak
  - instruktor saperski – sierż. Mirosław Piotrowicz
  - instruktor chemiczny – st. sierż. Stanisław Pukacki
  - instruktor WF – sierż. Jakub Koziński
  - kierownik kancelarii tajnej – sierż. Henryk Lewandowski

Służby Techniczne
- szef służb technicznych – zastępca dowódcy – por. mgr inż. Wojciech Filipecki
  - szef służby samochodowej – por. Jerzy Dembowski
  - magazynier uzbrojenia – plut. Kazimierz Przybylski

Kwatermistrzostwo
- kwatermistrz – kpt. Bronisław Król
  - szef zaopatrzenia finansowego – kpt. Zygmunt Markiewicz
  - szef zaopatrzenia żywnościowego – mł. chor. Zbigniew Zdebiak
  - szef zaopatrzenia mps – st. sierż. Piotr Smuszkiewicz
  - szef zaopatrzenia mundurowego – st. chor. Edward Szumański

Pododdziały
Bateria dowodzenia
- dowódca – por. inż. Andrzej Truszkowski
  - dowódca drużyny topogeodezyjnej – ogn. Jan Malewicz
  - dowódca plutonu łączności – sierż. Michał Sokalski
    - dowódca radiostacji R-137 – plut. Wojciech Ziółek
    - operator urządzenia kodującego typu „Fiałka” – sierż. Zdzisław Kowalski

  - dowódca plutonu meteorologicznego – kpt. Antoni Koprowski
    - dowódca drużyny rachunkowej – plut. Piotr Podlipniak
    - dowódca stacji RMS-1 – chor. Kazimierz Kurek

  - szef baterii – plut. Lech Szczepanowski

1 bateria startowa
- dowódca – por. inż. Ryszard Świątek
  - dowódca zespołu obsługi wyrzutni – ppor. Andrzej Firek
  - szef baterii – plut. Tadeusz Lachowicz

2 bateria startowa
- dowódca – por. Sławomir Tomczyński
  - dowódca drużyny topogeodezyjnej – plut. Czesław Fidor
  - dowódca zespołu obsługi wyrzutni – ppor. inż. Tadeusz Sulikowski
  - szef baterii – plut. Zbigniew Szubert

3 bateria startowa
- dowódca – por. inż. Ryszard Bącal
  - dowódca drużyny rachunkowej – plut. Zbigniew Michalski
  - dowódca zespołu obsługi wyrzutni – ppor. inż. Jerzy Skrzypczak
  - szef baterii – plut. Władysław Marcinek

Pluton obsługi technicznej
- dowódca plutonu – ogn. Zygmunt Basałaj
  - pomocnik dowódcy plutonu – plut. Idzi Szmajdziński

Pluton remontowy
- dowódca – plut. Władysław Preisner

Pluton zaopatrzenia
- dowódca – plut. Andrzej Pawlaczyk
  - magazynier mundurowy – plut. Zbigniew Wyrębak

Pluton medyczny
- dowódca – kpt. lek. med. Ludwik Kołecki